# Château de Saveille
Le château de Saveille, aussi orthographié Saveilles,,à Paizay-Naudouin, au nord du département de la Charente en France, présente un aspect de château fort allié à un décor renaissance.

## Historique
La famille Barrière posséda les terres de Saveilles. En effet Marguerite de Chasteigner fut mariée avec Pierre Barrière, chevalier, seigneur de Saveilles en Angoumois, fils de Guillaume Barrière, chevalier, seigneur de Saveilles. Son mari fit hommage en 1333, pour raison de ses dîmes.
Leur petite fille Jeanne, dame de Saveilles épousa Jean de Montalembert.
En 1508, le seigneur de Saveilles, Jacques de La Rochefaton, reçoit le droit de châtellenie, de haute, moyenne et basse justice, et le droit d'édifier un château fort sur sa terre par son suzerain de Ruffec moyennant une somme de 9 000 écus d'or.
Après 1534, les La Rochefaton embrassent la religion « prétendue réformée ».
Ensuite, les Touchimbert font de Saveille une véritable place calviniste avec son propre temple. En 1685, ils présentent les doléances des huguenots au roi Louis XIV.
Dans les années 1860, le château appartenait au comte de Bourdeilles, marié le 16 mai 1832 avec l'une des quatre filles du comte de Neuilly, Léonie.
Après les Bourdeilles, les propriétaires du château sont les Disnematin de Salles (1888-1917), les Ligondés (1917-1948) et les Mas Latrie, actuels possesseurs de cette propriété.

## Architecture
Le château est construit au centre d'un carré entouré de douves. Il est en équerre, à toit pentu, avec une grosse tour ronde coiffée d'une poivrière à chaque extrémité.
L'aile sud a été reconstruite au XIXe siècle en style néo-classique.

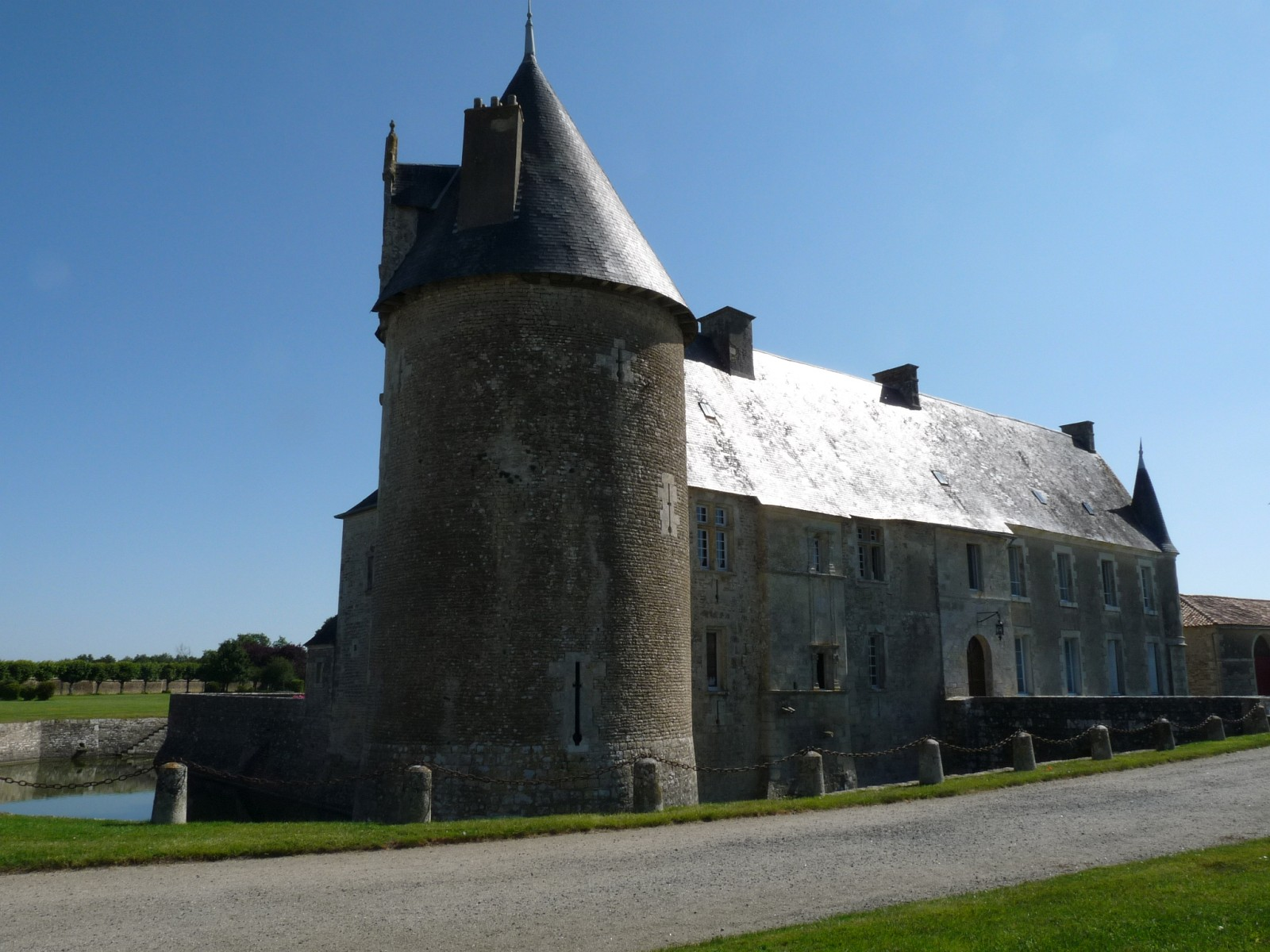
La tour, au sud-ouest
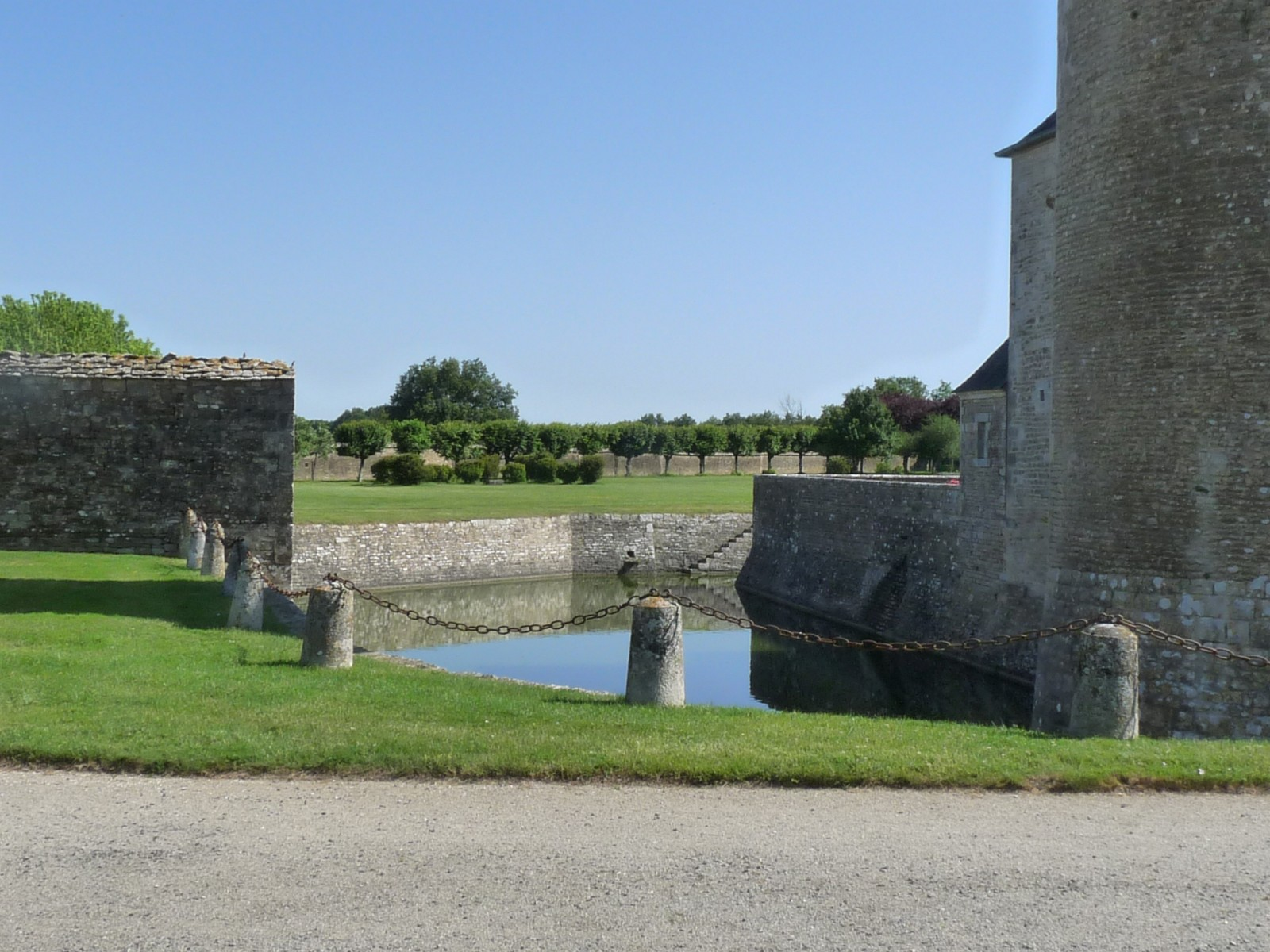
Les douves
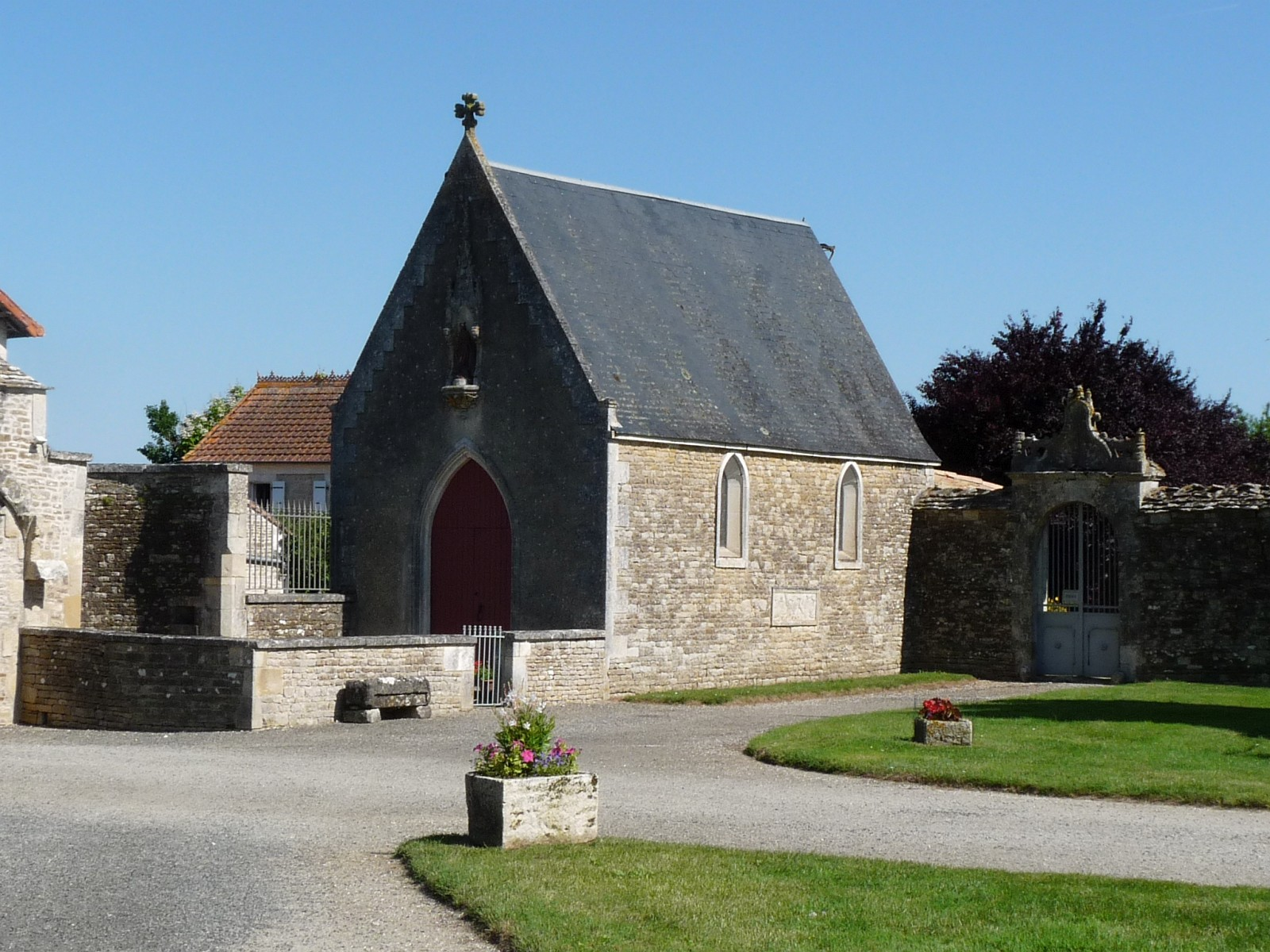
La chapelle, à l'entrée